# Hermano Adriano

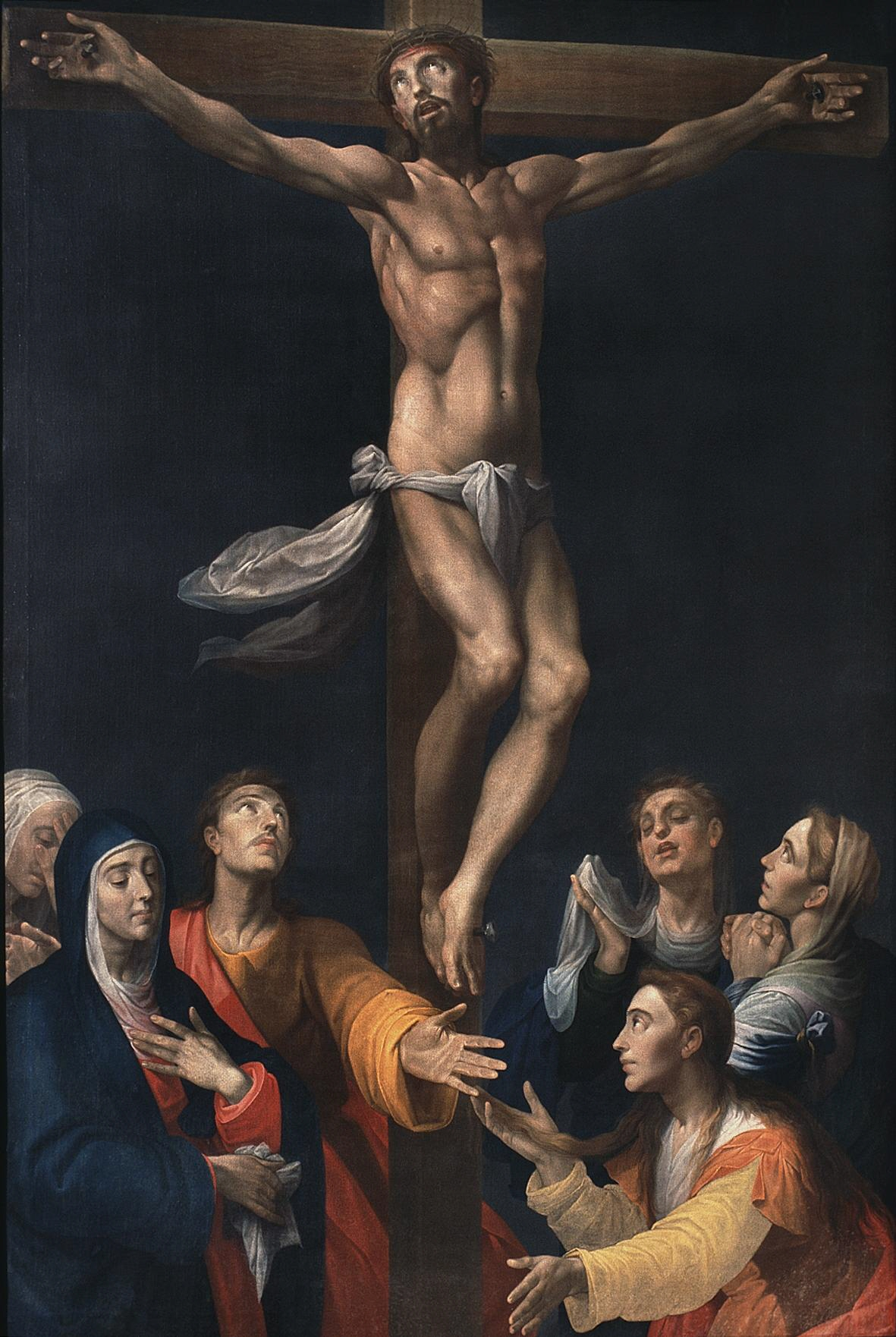
Calvario, óleo sobre lienzo, 213 x 143 cm, Museo de Bellas Artes de Córdoba.

El Hermano Adriano (m. Córdoba, 1604), fue un carmelita descalzo y pintor manierista activo en Córdoba.

## Biografía
Es una figura todavía enigmática, identificable quizá con el pintor holandés Adrián León que trabajó al servicio del obispo Francisco Reinoso y en 1602 ingresó como novicio en el convento de San Roque de Córdoba, donde adoptó el nombre de Adrián de la Virgen. Murió en él en 1604.
Francisco Pacheco, en una relación de religiosos que hicieron compatible su vocación religiosa con la pintura, hizo mención de un «Adriano, donado de los descalzos carmelitas, valiente pintor que vivió y murió en Córdoba». Lo recordaba el cordobés Antonio Palomino, que le dedicó una breve biografía anotando la existencia en el convento de los carmelitas de numerosas pinturas suyas, y «especialmente una de Cristo Crucificado en la antesacristía de aquel convento, acompañado de su Madre Santísima, San Juan y la Magdalena, y otras figuras de más de medio cuerpo, siguiendo la manera de Rafael Sadeler, a que fue muy aficionado», cuadro de acentuado y algo seco dibujo ahora conservado en el Museo de Bellas Artes de Córdoba. También le atribuía Palomino una Magdalena «que parece de Ticiano» y aún se tendrían muchos más cuadros suyos —decía— si no fuera por la desconfianza que tenía en sí mismo, por la que borraba o destruía todo lo que pintaba a menos que se le pidiese por las ánimas del Purgatorio de las que era muy devoto. Habría fallecido, según Palomino «en edad crecida», en 1630.
También Antonio Ponz prestó atención al Calvario del hermano Adriano, que debió de gozar de cierta fama en Córdoba, destacando entre los muchos cuadros mediocres que se encontraban en el convento:

«uno muy bello en un retablito antiguo, que está en una pieza de la Ante Sacristía: representa al Señor Crucificado de tamaño natural, con la Virgen, S. Juan, la Magdalena, y otras figuras de más de medio cuerpo al pie de la Cruz en acción de adorarle. El Autor fue el Hermano Adriano, también Religioso de esta Orden, que mereció las alabanzas de Pacheco, y de que Palomino le escribiese la vida: alguna otra cosa se encuentra de su mano en la Iglesia; pero entre tanta talla y doradura se confunde lo que hay de bueno».

Por fin, Ceán Bermúdez añadió a todo lo anterior la condición, no demostrada, de discípulo de Pablo de Céspedes.
Hay, por otra parte, algunas noticias de un Adrián León, que quizá sea el hermano Adriano de los tratadistas, pintor flamenco al servicio de Francisco de Reinoso, obispo de Palencia y luego de Córdoba, a donde se trasladó con su pintor en 1598, según declaraba en su testamento, fechado en 1601, para que le terminase un gran cuadro de san Lorenzo con destino a la iglesia de los jesuitas de Palencia que tenía bajo su protección, cuadro que resultó destruido en 1942 al derrumbarse el muro del que colgaba. En marzo de 1602 fue Adrián León quien testó como fraile novicio del convento de carmelitas descalzos de San Roque de Córdoba, declarándose nacido en Deorderesht (Dordrecht) Holanda, hijo de Guillermo Guillerme y de Emerenciana Lisberte. Además del san Lorenzo grande, que tenía terminado, decía haber pintado un retrato del obispo para su villa natal de Autillo de Campos y un boceto o cuadro pequeño del mismo san Lorenzo. Muerto el obispo ingresó en el convento de los carmelitas descalzos como novicio, con el nombre de Adrián de la Virgen, y falleció en 1604.